# Kristijan Toševski
Kristijan Toševski (in macedone Кристијан Тошевски?; Skopje, 5 settembre 1992) è un calciatore macedone, difensore dello Shkupi.

## Carriera

### Club
Il 6 agosto 2020 viene acquistato a titolo definitivo dalla squadra albanese del Tirana.

### Nazionale
Ha giocato nelle nazionali giovanili macedoni Under-17, Under-19 ed Under-21.
Tra il 2017 ed il 2022 ha giocato in totale 9 partite con la nazionale maggiore macedone.

## Statistiche

### Cronologia presenze e reti in nazionale
| Cronologia completa delle presenze e delle reti in nazionale ― Macedonia del Nord | Cronologia completa delle presenze e delle reti in nazionale ― Macedonia del Nord | Cronologia completa delle presenze e delle reti in nazionale ― Macedonia del Nord | Cronologia completa delle presenze e delle reti in nazionale ― Macedonia del Nord | Cronologia completa delle presenze e delle reti in nazionale ― Macedonia del Nord | Cronologia completa delle presenze e delle reti in nazionale ― Macedonia del Nord | Cronologia completa delle presenze e delle reti in nazionale ― Macedonia del Nord | Cronologia completa delle presenze e delle reti in nazionale ― Macedonia del Nord |
| Data                                                                              | Città                                                                             | In casa                                                                           | Risultato                                                                         | Ospiti                                                                            | Competizione                                                                      | Reti                                                                              | Note                                                                              |
| --------------------------------------------------------------------------------- | --------------------------------------------------------------------------------- | --------------------------------------------------------------------------------- | --------------------------------------------------------------------------------- | --------------------------------------------------------------------------------- | --------------------------------------------------------------------------------- | --------------------------------------------------------------------------------- | --------------------------------------------------------------------------------- |
| 28-3-2017                                                                         | Skopje                                                                            | Macedonia                                                                         | 3 – 0                                                                             | Bielorussia                                                                       | Amichevole                                                                        | -                                                                                 | 78’                                                                               |
| 5-6-2017                                                                          | Skopje                                                                            | Macedonia                                                                         | 0 – 0                                                                             | Turchia                                                                           | Amichevole                                                                        | -                                                                                 | 81’                                                                               |
| 11-6-2017                                                                         | Skopje                                                                            | Macedonia                                                                         | 1 – 2                                                                             | Spagna                                                                            | Qual. Mondiali 2018                                                               | -                                                                                 | 85’                                                                               |
| 11-11-2017                                                                        | Skopje                                                                            | Macedonia                                                                         | 2 – 0                                                                             | Norvegia                                                                          | Amichevole                                                                        | -                                                                                 | 84’                                                                               |
| 23-3-2018                                                                         | Adalia                                                                            | Finlandia                                                                         | 0 – 0                                                                             | Macedonia                                                                         | Amichevole                                                                        | -                                                                                 | 90+4’                                                                             |
| 16-11-2018                                                                        | Vaduz                                                                             | Liechtenstein                                                                     | 0 – 2                                                                             | Macedonia                                                                         | UEFA Nations League 2018-2019 - 1º turno                                          | -                                                                                 | 85’                                                                               |
| 10-10-2019                                                                        | Skopje                                                                            | Macedonia del Nord                                                                | 2 – 1                                                                             | Slovenia                                                                          | Qual. Euro 2020                                                                   | -                                                                                 | 77’                                                                               |
| 16-11-2019                                                                        | Vienna                                                                            | Austria                                                                           | 2 – 1                                                                             | Macedonia del Nord                                                                | Qual. Euro 2020                                                                   | -                                                                                 | 62’                                                                               |
| 22-10-2022                                                                        | Abu Dhabi                                                                         | Arabia Saudita                                                                    | 1 – 0                                                                             | Macedonia del Nord                                                                | Amichevole                                                                        | -                                                                                 | 79’                                                                               |
| Totale                                                                            |                                                                                   | Presenze                                                                          | 9                                                                                 |                                                                                   | Reti                                                                              | 0                                                                                 |                                                                                   |

## Palmarès

### Club

#### Competizioni nazionali
- Coppa di Macedonia: 2

Teteks: 2012-2013
Pelister: 2016-2017
- Campionato macedone: 1

Vardar: 2019-2020